# Ubaldo Lorenzo Gandolfi
Pour les articles homonymes, voir Famille Gandolfi.
Ubaldo Lorenzo Gandolfi, né et mort en Émilie-Romagne, est un peintre italien de l'école bolonaise, actif à la fin du XVIIIe  et au  XIXe siècle, le fils du peintre Ubaldo Gandolfi, le membre d'une famille d'artistes italiens, des peintres prolifiques.

## Biographie
On ne sait rien de sa vie, seul un dessin, visible à la Fondation Custodia à Paris, est signé Lorenzo Ubaldo Gandolfi.

## Œuvres
- Un dessin, Fondation Custodia, Paris.

### Expositions sur la famille Gandolfi
- I Gandolfi - Itinerari bolognesi, du 7 juin au 29 août 2002, Cappella Farnese
- I Gandolfi - Dipinti e disegni, du 10 mai al 10 juin 2006, Galleria d'arte Fondantico, Bologne

## Sources
- Les Gandolfi, itinéraire bolonais